# De fires klub (lastbiler)
 For alternative betydninger, se De fires klub. (Se også artikler, som begynder med De fires klub)
De fires klub (engelsk: Club of Four) var et samarbejde mellem lastbilsfabrikanterne Volvo Trucks (Sverige), DAF (Holland), Magirus-Deutz (Tyskland) og Saviem/Renault (Frankrig). Det var et af de første store joint ventures indenfor den europæiske køretøjsindustri.
De fire firmaer gik i 1971 sammen i et projekt om at lave en lastbil i mellemklassen. Man søsatte en samarbejdsaftale og oprettede firmaet European Truck Development Corporation med sæder i Eindhoven og Noisy-le-Roi. I starten var også MAN med i samarbejdet, men forlod det senere til fordel for et samarbejde med Volkswagen. Modellen kom på markedet i 1975. Hvert firma havde sin egen front. Saviem leverede foraksler til samtlige fabrikater, og førerhusene til Volvo, DAF og Magirus-Deutz blev fremstillet hos Magirus-Deutz. Saviem havde stor indflydelse på udformningen af førerhusets design.
- DAF 1000
- IVECO Magirus
- Renault
- Volvo F7

## Videreudviklinger
DAF blev i 1987 overtaget af British Leyland, og modellen udgik da af DAF's modelprogram. Magirus-Deutz blev i 1975 en del af Iveco (Fiat) og forsvandt efterhånden som eget mærke. Modellen afløstes der af Iveco Eurocargo, som introduceredes i 1992. Saviem forsvandt i 1980 som eget mærke da moderselskabet Renault købte Berliet og alle tre firmaer i stedet blev slået sammen i Renault Véhicules Industriels (RVI), mens modellen fortsatte i produktion hos Renault frem til 2000. Volvo kaldte deres versioner F4 og F6. I 1979 blev F7, baseret på F4/F6, valgt til Truck of the Year. I 1985 kom en indirekte efterfølger, men først en direkte i 2006. På det amerikanske marked solgtes modellen som Mid-Liner af Mack Trucks, som fra 1979 indgik i Renault og i dag indgår i Volvo.